# Ulanen-Regiment „Hennigs von Treffenfeld“ (Altmärkisches) Nr. 16

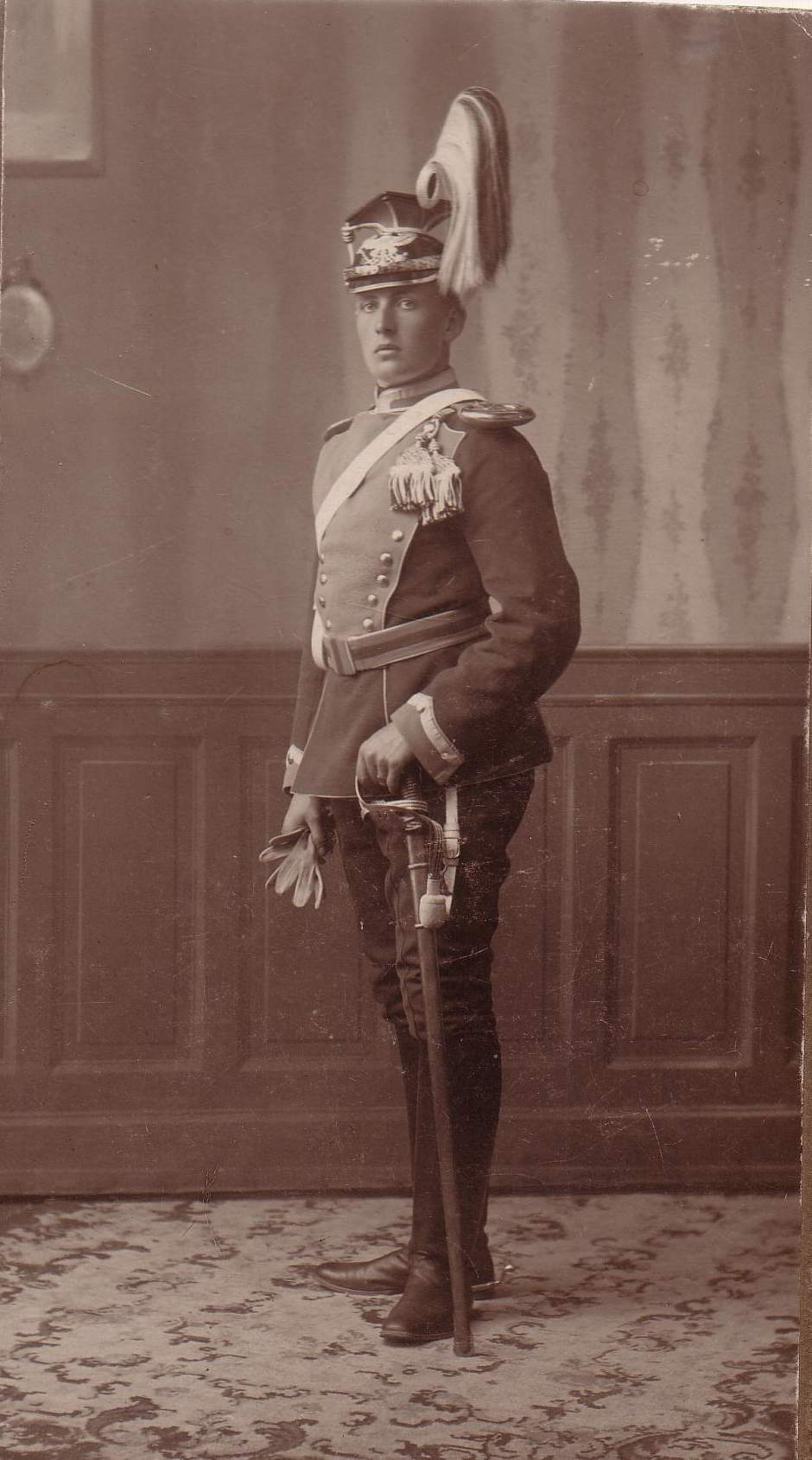
Fähnrich in der Uniform des Ulanen-Regiments „Hennigs von Treffenfeld“ (Altmärkisches) Nr. 16 im Jahre 1909

Das  Ulanen-Regiment „Hennigs von Treffenfeld“ (Altmärkisches) Nr. 16 war ein Verband der Preußischen Armee, der von 1866 bis 1919 in Salzwedel und Gardelegen stationiert war.

## Geschichte
Das Ulanen-Regiment Nr. 16 wurde am 27. September 1866 gestiftet. Die Königliche Intendantur des IV. Armee-Korps in Magdeburg informierte daraufhin den Salzwedeler Magistrat, dass die 1. und 2. Eskadron in Salzwedel, die 3. und 4. Eskadron in Gardelegen untergebracht würden. 
Tatsächlich trafen die Truppen im November ein. Bis zum Oktober erreichte die Garnison Salzwedel eine Stärke von 19 Offizieren, 448 Unteroffizieren und Mannschaften, 46 Offizierspferden, 431 Dienstpferden. Zu diesem Zeitpunkt hatte König Wilhelm I. das Ulanenregiment anlässlich einer Hofjagd in Letzlingen bereits mit dem Zusatz Altmärkisches geehrt. 
Nach der Teilnahme am Deutsch-Französischen Krieg 1870/71 und insbesondere dem Todesritt von Mars-La Tour wird dem Regiment 1890 am Geburtstag von Kaiser Wilhelm II. eine weitere Ehre zuteil. Es erhält den Beinamen „Hennigs von Treffenfeld“, eines Generals aus der Altmark, der sich in der Schlacht von Fehrbellin auszeichnete. 
Mit dem Ersten Weltkrieg endete bald darauf auch die Geschichte des Ulanenregiments. Es wurde im August 1914 im Feldzug durch Belgien nach Frankreich eingesetzt und es blieb während des ganzen Krieges im Westen. An den erstarrten Fronten spielte die bewegliche Kavallerie aber keine Rolle mehr. Fünf Schwadronen wurden ab Juli 1916 über verschiedene Infanteriedivisionen in Nordfrankreich verteilt, um hier Patrouille- und Schutzdienste zu leisten. Die 6. Schwadron wurde der 33. Reserve-Division zugeteilt und fand noch Einsatz in Galizien.
Einige Einheiten waren noch 1919 in Litauen als Grenzschutztruppen tätig, zu diesem Zeitpunkt hatte das Regiment aber faktisch schon aufgehört zu bestehen. Die zurückkehrenden Einheiten wurden im gleichen Jahr demobilisiert und anschließend aufgelöst.
In der Reichswehr führte die 2. Eskadron des 13. (Preußisches) Reiter-Regiments in Hannover die Tradition fort.
Bis in die Gegenwart zeugen allerdings zahlreiche Bauten und öffentliche Plätze in Salzwedel von der Anwesenheit der Ulanen, beispielsweise in Salzwedel der Straßenname „An der Reitbahn“ sowie der Gebäudekomplex zwischen Südbockhorn, Jahn- und Freiligrathstraße (ehemals Jenny-Marx-Schule und Musikschule). Das Ulanendenkmal, das 1921 in der Nähe des Rathauses errichtet wurde, ist nach 1945 verschollen.